# Camille Gutton
Pour les articles homonymes, voir Gutton.
Camille Antoine Marie Gutton, né le 30 août 1872 à Nancy et mort le 19 août 1963 à Paris, est un physicien français, pionnier de l'étude de la radioélectricité et de ses applications.

## Biographie

### Jeunesse et premiers travaux
Camille Gutton naît dans une famille bourgeoise de Nancy. Après des études au lycée de Nancy, il est reçu en 1892 à l’École normale supérieure de la rue d’Ulm à Paris et y entre l'année suivante, après son service militaire. Il y côtoie ses aînés Jean Perrin et Paul Langevin. Il en sort agrégé de physique, en 1896.
La même année, Camille Gutton entre au laboratoire de la faculté des sciences de Nancy, dirigé par René Blondlot, où il fait des expériences sur la propagation des ondes hertziennes et sur l’application de ces propriétés à la résolution de problèmes d’intérêt purement scientifique. Ces résultats font l’objet de sa thèse de doctorat soutenue en 1899 et intitulée Recherches expérimentales sur le passage des ondes électriques d’un conducteur à l’autre. Cette publication est remarquée par Henri Poincaré, qui en fait un rapport positif. Camille Gutton étudie également les propriétés des hypothétiques rayons N, qui n'auront finalement aucune validité scientifique.
Camille Gutton est nommé maître de conférences à la chaire de physique de la faculté des sciences de Nancy en 1902. En 1906, après la mort d'Ernest Bichat (qui était de sa famille), il devient professeur, face à son rival Albert Turpain. Il enseigne également à l’Institut d’électrotechnique, récemment créé, ce qui lui permet d'orienter ses recherches vers des applications plus pratiques. De 1909 à 1914, il reprend ses travaux de laboratoire et fait notamment la comparaison directe de la vitesse de la lumière et des ondes hertziennes utilisant à cet effet la biréfringence des cellules de Kerr.

### Première guerre mondiale
Au début de la Première Guerre mondiale, Camille Gutton est mobilisé à 42 ans comme simple « sapeur mineur » à Toul. Heureusement, on remarque ses qualités de physicien, et il rejoint l'Établissement Central de la Télégraphie Militaire dirigé par Gustave Ferrié, pionnier de la TSF et futur général, à Paris, fin 1915. Il est chargé d’étudier les possibilités de la lampe à trois électrodes. Rapidement, Camille Gutton conçoit et met au point des postes émetteurs récepteurs utilisables aux armées pour les transmissions terrestres et les liaisons aériennes. On lui doit ainsi d’avoir pu établir en 1917, pour la première fois dans le monde, des liaisons radiophoniques entre deux avions et entre un avion et le sol.
La réussite de ces transmissions déclenche le lancement de la production en série de matériel radiophonique. Camille Gutton est chargé de suivre ce lancement et accomplit ainsi un travail d’ingénieur en contact direct avec les ateliers de fabrication. Ces instruments sont immédiatement adoptés par les armées alliées, anglaises et américaines.
À cette époque, Camille Gutton donne également des cours aux officiers des armées alliées chargés des transmissions. Ces cours prononcés devant l’élite mondiale des radiotélégraphistes contribuèrent grandement à sa réputation et furent publiés après la guerre et avec les remaniements nécessaires dans un livre intitulé Télégraphie et Téléphonie sans fil qui eut un grand succès.

### Après 1918
Démobilisé, Camille Gutton reprend ses fonctions à la faculté des sciences de Nancy qui devient l’un des centres mondiaux d’étude et de recherche sur toutes les applications des ondes hertziennes et devient, avec son assistant Émile Pierret, le précurseur de « la course vers les hyperfréquences » assurant la voie aux grandes réalisations qu’accomplit, dans les décennies suivantes, la technique des hyperfréquences.
En 1930, Camille Gutton est appelé par le général Ferrié pour qu'il reprenne la direction du Laboratoire national de radioélectricité, bientôt installé dans de nouveaux locaux à Bagneux. L'organisme est dès lors civil et rattaché au ministère des Postes, Télégraphes et Téléphones qui se substitue à l’Établissement Central de la Téléphonie Militaire.
Dans le nouveau genre de travail que Camille Gutton accomplit à cette époque, les méthodes précises de mesure jouent un grand rôle : il met au point celles des fréquences, des inductances, des capacités et des résistances. Il perfectionne aussi la vérification des récepteurs, l’étude des parasites, des tubes électroniques, l’essai des isolants à hautes fréquences et dirige en outre d’autres recherches parmi lesquelles les plus importantes sont celles qui se rapportent à la propagation des ondes hertziennes dans les hautes couches de l’atmosphère.
Durant cette période, Camille Gutton, devenu grand spécialiste des lampes triodes et des communications radioélectriques, assure également sur ces sujets d’importants enseignements à l’École supérieure d'électricité, à l’École supérieure des PTT et à l’École supérieure d’aéronautique.
En 1947, Louis de Broglie le choisit comme candidat pour le prix Nobel de physique, finalement remporté par Edward Appleton. Gutton lui-même, invité par le comité Nobel en 1931, avait proposé le nom de Gustave Ferrié.
À la fin de sa vie, Camille Gutton vit à Saint-Nom-la-Bretèche.

## Les ondes «ultra courtes» et la naissance du radar
Camille Gutton et son élève et assistant Émile Pierret entreprennent en 1927 des études et des expérimentations sur les conditions de propagation d’ondes totalement inusitées qualifiées d’ « ultra courtes », c’est-à-dire du domaine encore largement inconnu des ondes décimétriques dont ils peuvent déduire qu’un obstacle qui reçoit de telles ondes en réfléchit une part suffisante pour que sa présence puisse être détectée. 
En 1933, le fils de Camille, Henri Gutton (1905-1984), directeur du département de recherche physique de la CSF, faisant référence aux observations de son père à la faculté de Nancy, propose à Maurice Ponte, directeur des recherches générales de la CSF, d’entreprendre des expériences nouvelles et originales de réflexion en ondes « ultra courtes » dans le but d’évaluer la faisabilité d’un système de « détection des obstacles », à savoir le futur radar. Maurice Ponte approuve ce projet et en confie le programme de travaux à Henri Gutton. Six ans plus tard, en mars 1939, les résultats des recherches d’Henri Gutton donnent lieu à une journée officielle de démonstration et sont un succès concrétisé, notamment, par deux innovations majeures : l’introduction, dans l’émetteur, du magnétron M-16 et le fonctionnement en impulsions.
Ces avancées déterminantes, communiquées aux alliés anglo-américains en mai 1940, sont immédiatement adoptés par eux, leur conférant très vite une supériorité incontestable sur l’adversaire dans les airs, sur terre et sur mer.

## Décorations et distinctions

### Décoration
Le 5 janvier 1918, Camille Gutton est nommé au grade de chevalier dans l'ordre national de la Légion d'honneur par le ministre de la Guerre, promu au grade d'officier le 9 janvier 1931 au titre de « Professeur à la faculté de Nancy - Directeur du laboratoire national de radioélectricité », fait officier de l'ordre le 14 février 1931 par le général Gustave Ferrié, promu au grade de commandeur le 6 août 1938 au titre de « Directeur du laboratoire national de radioélectricité » et fait commandeur de l'ordre le 15 novembre 1938.

### Distinctions
- L’Académie des sciences lui attribue le prix Henri Becquerel en 1918 et le prix Kastner-Boursault en 1922.
- En 1928, « correspondant de l’Institut » dans la section de Physique et « Correspondant de la Société Royale de Bohème ».
- En 1932, membre du conseil de l’Observatoire de Paris.
- En 1933, « correspondant du Bureau des Longitudes ».
- En 1937, élu membre de l’Académie des Sciences.

## Principaux ouvrages
- Génératrices de courant et moteurs électriques. Dunod, éditeur
- Télégraphie et téléphonie sans fil, Armand Colin, 1921.
- Radiotechnique générale, J.-B. Baillière et fils, 1926.
- La lampe à trois électrodes. Presses universitaires de France, 3e édition, 1929.
- Leçons de Radioélectricité. Eyrolles, éditeur
- Lignes téléphoniques, Mémorial des Sciences Physiques, Gauthier-Villars, 1934

## Pour approfondir